# Castanheiras
Castanheiras è un comune del Brasile nello Stato di Rondônia, parte della mesoregione del Leste Rondoniense e della microregione di Cacoal.
Popolazione 3.550 persone (2017). Copre un'area di 892,84 km².